# Оук Лон (Илиноис)
Оук Лон (енгл. Oak Lawn) град је у америчкој савезној држави Илиноис.

## Демографија
По попису из 2010. године број становника је 56.690, што је 1.445 (2,6%) становника више него 2000. године.
| Група             | 2000.          | 2010.          |
| Белци             | 49.689 (89,9%) | 43.680 (77,1%) |
| Афроамериканци    | 673 (1,2%)     | 2.946 (5,2%)   |
| Азијати           | 953 (1,7%)     | 1.234 (2,2%)   |
| Хиспаноамериканци | 2.942 (5,3%)   | 8.108 (14,3%)  |
| Укупно            | 55.245         | 56.690         |